# Adalbert Tägtmeyer
Adalbert Tägtmeyer, auch Bert Tägtmeyer (* 25. Oktober 1915 in Naumburg (Saale); † 3. Dezember 1982), war ein deutscher Offizier in der Luftwaffe der Wehrmacht und später der Luftwaffe der Bundeswehr. Er ging als Generalmajor in den Ruhestand.

## Leben
Tägtmeyer trat am 1. Oktober 1937 in die Luftwaffe ein. Nach seiner Beförderung zum Hauptmann am 1. März 1942 diente er ab Dezember 1942 als Staffelkapitän in der IV. (Ergänzungs-)Gruppe des Kampfgeschwaders 2. Anschließend wurde er am 25. Juni 1943 kurzzeitig in die Führerreserve des Oberbefehlshabers der Luftwaffe versetzt, bevor er in den Generalstab der Luftwaffe (Gen.Qu./6.Abt.) wechselte. Am 30. Juli 1944 ging er zur IV. Gruppe des Kampfgeschwaders 2 zurück und wurde erneut als Staffelkapitän eingesetzt. Insgesamt machte er 92 Feindflüge.
Er trat in den 1950er Jahren in die Luftwaffe der Bundeswehr ein. Als Oberst war er 1962/63 Chef des Stabes der 3. Luftverteidigungsdivision in Münster und blieb dies auch nach der Überführung in die 3. Luftwaffendivision bis 1964. Am 3. Juli 1968 wurde aus haushaltsrechtlichen Gründen seine Beförderung zum Brigadegeneral abgelehnt. Am 8. Oktober 1970 wurde er zum Generalmajor befördert und ging als Kommandeur der Luftwaffenunterstützungsgruppe Süd am 31. März 1973 in den Ruhestand.